# Artiom Terian
Artiom Sarkisowicz Terian (ros. Артём Саркисович Терян, ur. 5 marca 1930 w Gandży, zm. w kwietniu 1970 w Baku) – radziecki zapaśnik, medalista igrzysk olimpijskich w 1952 roku.

## Letnie Igrzyska Olimpijskie 1952
| Konkurencja             | Runda grupowa         | Runda grupowa            | Runda grupowa           | Runda grupowa       | Runda grupowa          | Runda grupowa          | Finały             | Klas. końcowa |
| Konkurencja             | Przeciwnik I          | Przeciwnik II            | Przeciwnik III          | Przeciwnik IV       | Przeciwnik V           | Przeciwnik VI          | Finały             | Miejsce       |
| ----------------------- | --------------------- | ------------------------ | ----------------------- | ------------------- | ---------------------- | ---------------------- | ------------------ | ------------- |
| styl klasyczny do 57 kg | Rudolf Toboła (POL) W | Kemal Demirsüren (TUR) W | Pietro Lombardi (ITA) W | Ion Popescu (ROU) W | Hubert Persson (SWE) W | Zakaria Chihab (LBN) L | Imre Hódos (HUN) W | 3.            |

## Mistrzostwa świata w zapasach
Terian był złotym medalistą mistrzostw świata w 1953 w Neapolu w tej samej kategorii do 57 kg.